# Maria Auxiliatrix
Maria Auxiliatrix (lat., Maria Hulp der Christenen), was een klooster, tuberculose-sanatorium en internaat in de Nederlandse stad Venlo, gelegen aan Auxiliatrixweg 31.

## Geschiedenis
Het klooster en pensionaat werd in 1911 gebouwd voor de Zusters van Onze-Lieve-Vrouw van Tegelen en heette aanvankelijk Maria Helferin. In 1922 werd Maria Auxiliatrix een sanatorium voor tuberculosepatiënten. Vooral veel kinderen werden hier behandeld voor tuberculose. De kinderen konden tijdens de kuur les krijgen in een openluchtschooltje, zodat zij niet te veel gingen achterlopen.
In 1960 gingen de zusters zich wijden aan de zorg voor ouderen en gehandicapte kinderen. Uiteindelijk werd het complex te Venlo een onderdeel van "De Zorggroep", welke zich vooral richt op thuiszorg en verpleging voor hulpbehoevende jongeren en ouderen. In 1990 was er een uitbraak van de salmonellabacterie. Zeven patiënten vonden de dood door het eten van besmette bavaroistoetjes.
In 2014 kwam het oude klooster leeg te staan en in 2017 is het gesloopt.